# Los Hermanos (gruppo musicale)
Los Hermanos è una rock band da Rio de Janeiro, in Brasile. Il gruppo si è formato nel 1997 da Marcelo Camelo (voce / chitarra), Rodrigo Amarante (chitarra / voce), Rodrigo Barba (batteria), e Bruno Medina (tastiera). Attualmente sono in una pausa prolungata, esibendosi sporadicamente concerti.
Anche se la band è brasiliana, il nome è in spagnolo e sta per "i fratelli", che sarebbe "Os Irmãos" in portoghese.

## Storia

### Formazione e primi anni (1997-1999)
La band fu formata da due studenti provenienti da Pontificia Università Cattolica di Rio de Janeiro, Marcelo Camelo (giornalismo) e Rodrigo Barba (psicologia), i quali riuscirono attraverso essa a cambiare il peso hardcore con la leggerezza dei testi d'amore. Al gruppo si aggiunse più tardi il sassofonista e tastierista Bruno Medina, studente di giornalismo nello stesso collegio. 
Solo successivamente, con l'ingresso dei musicisti Rodrigo Amarante (voce, chitarra e percussioni) e Patrick Laplan (basso) e con l'entrata di tre musicisti della loro formazione (trombettista Marcio e sassofonisti Carlos e Victor), la band ha registrato nel 1997 i suoi primi materiali: demo "Chora" e "Amor e Folia".
Le demo ha influenzato la scena underground di Rio de Janeiro, portando i Los Hermanos ad essere chiamati a suonare al "Superdemos", un carioca festival di musica indipendente, ed al festival di Abril Pro Rock, a Recife.

### Los Hermanose il singoloAnna Julia(1999-2001)
Hanno registrato due demo che alla fine trovato la loro strada nelle mani di Paulo André, il produttore del festival rock Abril Pro, a Recife. La band è stata poi invitata ad esibirsi in uno dei più grandi festival di musica alternativa in Brasile, il Superdemo. Il loro album omonimo, uscito nel 1999, è diventato un enorme venditore sul retro del singolo Anna Júlia. Il successo dell'album è stato trainato dalla canzone Anna Julia scelto - per la cronaca - come primo singolo dal lavoro che risuonava tra i giovani, ha individuato i testi stile Jovem Guarda con, mescolato a un gruppo musicale influenzato dal rock, ska e Samba . L'album è stato prodotto dal famoso produttore Rick Bonadio, noto per rovesciare band-fenomeni. Secondo Bonadio, sarebbe stato responsabile per convincere la band per entrare nella canzone nella selezione finale del CD repertorio. Il singolo è ispirato da un produttore passione della band e ha portato la band non solo per le stazioni radio di tutto il paese, ma i vari eventi come fiere agricole, calcio stadi e micaretas, e di giocare per più di 80.000 persone in alcuni dei festival nazionali, anche con un solo record rilasciato. La band è stata una regolare su programmi televisivi popolari canali di trasmissione. In un solo semestre, "Anna Julia" era già inclusa nelle prime posizioni delle principali stazioni radio del paese. Il suo video musicale, che ha caratterizzato l'attrice Mariana Ximenes, è stato costantemente visualizzato su programmi dedicati al sesso sia in canali aperti come MTV. Solo in quell'anno, "Los Hermanos" aveva venduto 300.000 copie emplacado e due singoli nella hit parade, come il già citato "Anna Julia" e il secondo singolo, "Primavera". L'album ha anche generato una nomination ai Grammy nel 2000. Nel premio Multishow, nel 2000, nella categoria ha vinto il premio miglior canzone con "Anna Julia", battendo concorrenti come Chico Buarque. Camelo ha detto, "L'uomo, io non so nemmeno cosa dire mi sento in imbarazzo a vincere un premio in una categoria in cui il Chico Buarque è in competizione.". Il successo di "Anna Júlia", in senso generale, messo in ombra il resto della loro carriera, portando alcuni a pensare che sono una one-hit wonder, nonostante sperimentando successo tra i fan e gli appassionati di musica con altre opere. Il brano è stato coperto da diversi artisti, tra cui Jim Capaldi con George Harrison e anche registrato per l'italiano Daniele Groff.

### Bloco do Eu Sozinho(2001–03)

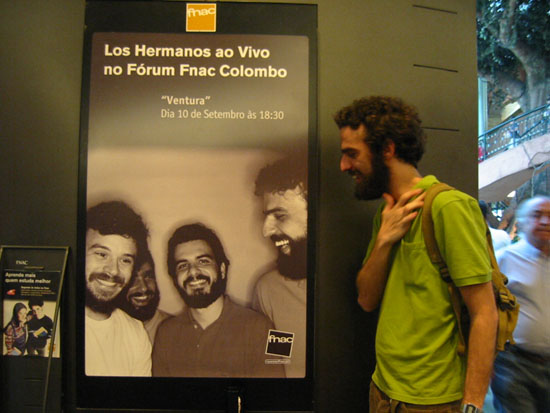
Marcelo Camelo al Fnac nel 2003.

Dopo il successo del loro primo album, nel 2001, la band ha pubblicato Bloco do Eu Sozinho (Block I Alone in italiano), lasciandosi alle spalle la que suono hard evidenziato il loro debutto per un mix di rock, samba e altri ritmi brasiliani. Alcune delle canzoni di questo album sono stati giocati a Rock in Rio III. La band ha perso il bassista Patrick Laplan, citando differenze musicali, quali set-up sua band, eschimese. "Block ..." sorpreso gran parte del pubblico di essere un album (quasi) i resti della ex. L'euforia del primo CD non è stato ripetuto nelle vendite e la band ha continuato a giocare in locali più piccoli, con la diminuzione del loro pubblico. Ma dal punto que, la band ha ottenuto un importante alleato nel loro cammino, solo il pubblico, che ha mostrato sempre più fedele. Canzoni come "Todo Carnaval tem seu Fim" (primo singolo), "A Flor", "Sentimental" Tra gli altri, sono diventati colpisce a parte il lato commerciale. Dopo che la squadra di lancio, i critici cominciano a lodare l'album, che ha guadagnato notorietà nel mezzo dopo essere venuto a conoscenza di tutti que divergenza esistente tra la band e l'etichetta. Il chitarrista Rodrigo Amarante, ha ora più spazio nella band, con composizioni come "Retrato Pra Iaiá", "Sentimental", "Cher Antoine" e "A Flor" (quello con Marcelo Camelo). Questo fu seguito da ulteriore partecipazione "Fordsupermodels" (la band ha suonato su un palco, facendo la colonna sonora per lo spettacolo di moda) e Luau MTV, che sono stati inclusi in versione acustica, il primo e il secondo CD musicali, e più tardi per essere rilasciato su DVD. L'ho solo blocco Nonostante derconsiderado uno dei migliori album rock brasiliani di tutti i tempi, non ha molto impatto nel medio Principalmente a causa di conflitti con il marchio April Music.

### Ventura(2003–05)
Il follow-up a Bloco do Eu Sozinho, Ventura, è stato pubblicato nel 2003, e il sound della band è stato ancora più influenzato da samba, choro e bossa nova. Anche se questi album non erano così successo commerciale come Los Hermanos, sono stati acclamati dalla critica e hanno generato un forte seguito di culto, che ha spinto la band a essere considerato come uno degli atti che definiscono rock alternativo in Brasile, soprattutto a causa della loro testi elaborati e la loro miscela di ritmi brasiliani con il rock.
Il 2003 è arrivato e già nel BMG (ora Sony Music), il Hermanos pubblica l'album "Ventura". Prima di chiamare il "Bonanza" è stato il primo disco brasiliano "fuga" nella sua fase di pre-produzione. Il terzo album caratterizzato da una Los Hermanos multiforme. Di "Samba un Dois" al pop rock di "O Vencedor" o dialoghi di "Conversa de Botas Batidas" e "Do Lado de Dentro", "Ventura" è stato con lo status di album che consoliderebbe la band nel panorama nazionale. Il primo singolo, "Cara Estranho" ha segnato buona presenza sui premi Video Radio e musicali. Poi è arrivato "O Vencedor" e "Ultimo Romance", il secondo di Rodrigo Amarante, che ha firmato cinque dei brani del CD 15 e ha iniziato a distinguersi come una scena di cantautore. La cantante Maria Rita nel suo album omonimo, registrato tre canzoni di Marcelo Camelo: "Santa Chuva", "Cara Valente" e "Veja Bem Bem Meu". Gli spettacoli hanno cominciato a ospitare una legione di fans che sono diventati il marchio di fabbrica della band. È stato durante il tour di "Ventura", che è stato registrato il DVD "Live at Cine Iris", registrato a Rio de Janeiro, con un CD repertorio predominante. È stato in questo momento che la band ha registrato la colonna sonora del cortometraggio "Castanho" di Eduardo Valente, dove lo stile discoteca era molto evidente nella prima versione di "Parla ..." e la canzone conosciuto solo come "Tema do Macaco ".
Nella presentazione della band in VMB 2003, sono stati presentati dal cantante e compositore Caetano Veloso. Nell'annunciare la band, Veloso si inserisce un falso barba rossa, come tutti i membri delle prime file dei premi. Classificata l'atto come "imbarazzante" dal tastierista Bruno Medina.
Nel gennaio 2004, la band si esibì in Domingão fare programmi Faustão. Durante la manifestazione, la band ha suonato la canzone "Anna Julia", grazie alle insistenze del presentatore Fausto Silva a dire che la band "non ha mai giocato", la canzone. La band ha ricevuto una email da un ventilatore, in discussione e criticando il presentatore. Questa critica è stata smentita dal tastierista Bruno Medina, presso il luogo stesso della banda.
Nel luglio 2004, il cantante Marcelo Camelo stato aggredito da Chorão vocalist di Charlie Brown Jr .. L'attacco è avvenuto nella sala arrivi dell'aeroporto di Fortaleza e l'aggressore è venuto per essere arrestato dalla polizia federale. Charlie Brown Jr., anche l'invio di una nota scusandosi per l'evento, sono stati perseguiti da Camelo e ha dovuto risarcire la cantante della band Rio per danni morali e il rimborso degli impegni annullati. L'attacco è avvenuto a causa di dichiarazioni di Marcelo Camelo e Rodrigo Amarante, la rivista OI sulla campagna pubblicitaria poi recente per la Coca-Cola bibita analcolica marca. A volte, la band di San Paolo è stato contratto e, nel video, interrogato un ragazzo che non era d'accordo con gli articoli offerti nel commerciale.
Nel 2008, entrambi Bloco do Eu Sozinho e Ventura figurato nella lista della rivista Rolling Stone Il Top 100 Albums brasiliani di tutti i tempi, mettendo 42 ° e 68 ° rispettivamente.

### 4(2005–07)
Nel 2005 arriva il quarto cd della band, "4". Prodotto da Alexandre Kassin, che aveva firmato gli ultimi due, l'album ha mostrato un contenuto più introspettivo e un approccio più incisivo a MPB. Il record, però, sarebbe considerato "irregolare" del grande critica. Essere la chitarra "Sapato Novo" e bossa "Fez-se Mar" o il predominio di uno stato d'animo nostalgico nei testi di Camelo e Amarante, "4" di nuovo diviso il pubblico: la band era in un'altra nuova direzione. L'album ha avuto delle ripercussioni abbastanza singolo il brano "O Vento" chitarrista Rodrigo Amarante. Seguì questo singolo "condicional" e "Morena", entrambe le canzoni con lo stesso tempo ha lanciato clip.
Nel 2006 la band in tour in Portogallo con The Strokes per la seconda volta e la Spagna con la band portoghese Toranja.

## Formazione
- Marcelo Camelo - voce, chitarra, basso
- Rodrigo Amarante - voce, chitarra, basso, cori
- Bruno Medina - tastiera
- Rodrigo Barba - batteria

## Discografia

### Album studio
- (1999) Los Hermanos
- (2001) Bloco do Eu Sozinho
- (2003) Ventura
- (2005) 4

### DVD
- (2004) Los Hermanos no Cine Íris - 28 de Junho de 2004
- (2008) Los Hermanos na Fundição Progresso - 09 de Junho de 2007